# Jim L. Mora
James Lawrence Mora, detto Jim (Los Angeles, 9 novembre 1961), è un allenatore di football americano statunitense che dal 2012 allena la squadra universitaria di UCLA. In precedenza è stato il capo-allenatore degli Atlanta Falcons e dei Seattle Seahawks nella National Football League (NFL). È il figlio dell'ex allenatore della NFL Jim E. Mora.

## Carriera da allenatore
Dopo diverse esperienze come allenatore dei defensive back e come coordinatore difensivo dei San Francisco 49ers, nel 2004 Mora fu nominato capo-allenatore degli Atlanta Falcons. La sua prima stagione si concluse in maniera molto positiva, guidando la squadra a un record di 11-5, battendo i St. Louis Rams nel divisional round dei playoff e arrivando fino alla finale della NFC dove furono sconfitti dai Philadelphia Eagles. Dopo una stagione con un record di 8-8 l'anno successivo, Mora firmò un rinnovo contrattuale con la squadra, coi media che riponevano alte aspettative sui Falcons per la stagione 2006. Atlanta terminò però con un record di 7-9 e Mora fu licenziato.
Nel 2007 passò al ruolo di allenatore dei defensive back e assistente allenatore dei Seattle Seahawks guidati da Mike Holmgren. A fine stagione gli fu offerto il posto di capo-allenatore dei Washington Redskins ma rifiutò per rimanere coi Seahawks. Mora fu annunciato come il successore di Holmgren nel 2009. Ancora una volta fu accolto con grandi aspettative ma la squadra terminò con un record di 5-11 e fu sostituito dall'ex allenatore della University of Southern California Pete Carroll.
Dopo due anni di assenza, Mora fu assunto come capo-allenatore di UCLA che terminò con un record di 9-5 nel 2012, riuscendo a battere la formazione di USC per la prima volta in sei anni.